# HD 101666
HD 101666, eller 26 Crateris, är en orange jätte i Vattenormens stjärnbild. Trots sin Flamsteed-beteckning tillhör den inte stjärnbilden Bägaren. Den ligger på gränsen mellan stjärnbilderna och fick byta tillhörighet vid översynen av gränser mellan stjärnbilderna år 1930 och benämns efter bytet av stjärnbild med sin HD-beteckning, HD 101666.
HD 101666 har visuell magnitud +5,20 och är synlig för blotta ögat vid normal seeing. Den befinner sig på ett avstånd av ungefär 405 ljusår.